# Li Qian
Li Qian (6 de junho de 1990) é uma pugilista chinesa, medalhista olímpica. 

## Carreira
Li Qian competiu na Rio 2016, na qual conquistou a medalha de bronze no peso nédio.